# 刘墉如
刘墉如（1905年—1972年4月13日），山西离石人。中华人民共和国官员。

## 生平
毕业于北平师范大学。1930年，到太原成成中学任教，1932年任校训育主任、教务主任，后担任校长。1937年参加抗日战争，1938年随八路军一二〇师三五八旅七一五团北上绥远，历任晋西北抗日民主政府行署教育处长，八路军晋绥三分区专员，雁门行政公署主任，陕甘宁边区政府财政厅副厅长。中华人民共和国成立后，任西北军政委员会财政部副部长。1953年1月至1954年9月，任政务院文化教育委员会副秘书长、中央人民政府机关事务管理局副局长。1954年10月，任国务院机关事务管理局局长。1956年2月，任中华人民共和国财政部副部长。1957年10月至1964年，任北京师范大学党委第一书记、副校长。他还是全国政协委员。1972年4月13日在北京病逝，享年67岁。骨灰安放在北京八宝山革命公墓。